# 田染村
田染村（たしぶむら）は、大分県西国東郡にあった村。現在の豊後高田市の一部にあたる。

## 地理
国東半島の西部、田染盆地に位置していた。
- 山岳：両子山[2]
- 河川：桂川、蕗川[2]

## 歴史
- 1889年（明治22年）4月1日、町村制の施行により、西国東郡嶺崎村、真中村、平野村、池部村、相原村、上野村、蕗村が合併して村制施行し、田染村が発足[1][2]。旧村名を継承した嶺崎、真中、平野、池部、相原、上野、蕗の7大字を編成[2]。
- 1954年（昭和29年）5月31日、西国東郡豊後高田町に編入され廃止[1][2]。同日、豊後高田町は市制施行し豊後高田市となる[1]。

## 産業
- 農業、薪炭[2]

## 名所・旧跡
- 富貴寺[2]